# Любс (Передняя Померания)
Любс (нем. Lübs) — община в Германии, в земле Мекленбург-Передняя Померания.
Входит в состав района Иккер-Рандов. Подчиняется управлению Ам Штеттинер Хаф. Население составляет 414 человек (2009); в 2003 г. — 440. Занимает площадь 30,05 км².
| Год  | Население |
| ---- | --------- |
| 1991 | 528       |
| 1995 | 481       |
| 2000 | 464       |
| 2005 | 429       |
| 2010 | 402       |